# 등가 온도
등가 온도(Equivalent temperature)는 대기과학에서 단열과정에 의해 모든 수증기가 추출된 구역의 기온이다.
공기에는 액체원(호수, 바다 등)에서 증발된 수증기가 포함되어 있다. 이를 수행하는 데 필요한 에너지는 공중에서 가져왔다. 온도 T와 혼합 비율 r에서 공기의 양을 취하여 응축으로 건조하면 기단에 에너지가 복원된다. 이는 다음과 같이 잠열 방출에 따라 달라진다.
{\displaystyle T_{e}\approx T+{\frac {L_{v}}{c_{pd}}}r}
- {\displaystyle L_{v}} : 증발 잠열 (2400 kJ/kg @ 25 °C ~ 2600 kJ/kg at −40 °C)
- {\displaystyle c_{pd}} : 비열 @ 일정한 기압 (≈ 1004 J/(kg·K))

## 같이 보기
- 습구 온도
- 대기열역학
- 상당온위